# Rajon Ljosna

Rajon Ljosna, Karte

Der Rajon Ljosna (belarussisch Лёзненскі раён; russisch Лёзненский район) ist eine Verwaltungseinheit im Südosten der Wizebskaja Woblasz in Belarus. Das administrative Zentrum ist die Siedlung städtischen Typs Ljosna. Der Rajon hat eine Fläche von 1400 km² und umfasst 166 Ortschaften.

## Geographie
Der Rajon Ljosna liegt im Osten der Wizebskaja Woblasz. Die Nachbarrajone in der Woblast Wizebsk sind im Nordwesten Wizebsk, im Südwesten Senna, im Süden Orscha und Dubrouna.

## Geschichte
Der Rajon Ljosna wurde am 17. Juli 1924 gebildet.